# Život v kostce
Život v kostce (v anglickém originále Brick Like Me) je 20. díl 25. řady (celkem 550.) amerického animovaného seriálu Simpsonovi. Scénář napsal Brian Kelley a díl režíroval Matthew Nastuk. V USA měl premiéru dne 4. května 2014 na stanici Fox Broadcasting Company a v Česku byl poprvé vysílán 1. ledna 2015 na stanici Prima Cool.

## Děj
Homer ve světě, ve kterém je vše z Lega, koupí Líze Lego stavebnici zámku. Při nakupování má ale vizi, že je ve světě, kde nic není z kostek a všichni jsou z masa. Další den ráno uvidí Homer v zrcadle své „masité já“, ačkoliv je z kostek. To samé i ve skle, ve kterém se odráží. Když jde k Vočkovi, pivo je místo plastových koleček něco tekutého, a dokonce i Lennyho, Vočka a Carla vidí masité. V kostele si ke všemu všimne, že má masité prsty, a vidí to všichni, načež reverend Lovejoy smutně prohlásí, že jejich náboženství je lež. Homer proto uteče opět do alternativní reality, kde do sebe nic nezapadá, tím, že se opět dotkne krabice se stavebnicí pro Lízu. Tam staví s Lízou z kostek miniaturní Springfield a mají své dílo představit na soutěži. Líza si ale domluví něco jiného, a tak Homer odveze malý Springfield na soutěž sám. Na soutěži na něj ale spadne postava z Lega, kterou postavil Komiksák, a probudí se opět ve světě z kostek.
Komiksák jemu a Marge řekne, že v reálném životě se Homer bojí, že přijde o Lízinu lásku, a tak si vymyslel tento svět, ve kterém se nic nemění. Homer si tak v tomto vymyšleném světě z kostek užívá chvilek s Lízou. Když se ale Homer nad smyslem tohoto života pořádně zamyslí, dojde mu, že takto to nejde a že se musí vrátit zpět do reality. Jde proto za Komiksákem, který mu řekne, že pro návrat do té jeho tzv. „reality“ se musí znovu dotknout krabice se stavebnicí. To mu ale Komiksák nemůže dovolit, protože v tomto světě představuje část Homerova psýché, která preferuje tento umělý svět. Komiksák tedy začne na Homera útočit svými stavebnicemi (vlastní všechny, které existují) a Barta napadne, že postaví robotické monstrum, které by ho zachránilo. Učiní tak a Homer se dostane ke krabici. Rozloučí se s Marge z kostek a vstoupí do reality. Když se probudí v realitě, stojí vedle něj Líza, která mu vysvětlí, že usnul na soutěži, kde měli představovat svůj malý Springfield z kostek. Homerovi dojde, že to byl jenom sen, ve kterém dostal důležitou lekci z rodičovství.

## Produkce
V rozhovoru pro TV Guide z dubna 2014 výkonný producent Matt Selman řekl, jak dlouho trvala výroba této epizody: „To je příliš dlouhá doba na to, aby lidé z komedie žili se stejnými vtipy. Byl to epický proces. Nejdřív jsme museli přesvědčit (výkonného producenta) Jima Brookse a našeho showrunnera Ala Jeana, že epizoda s Legem je skvělý nápad, a ne jen záminka pro náš štáb nerdů, kteří vyrůstali v 70. letech, aby si dělali lego vtipy. Musel tam být skutečný emocionální příběh.“. Štáb Simpsonových musel mít také souhlas společnosti Lego. „Jsme dost nároční na to, jak je naše značka reprezentována, a seriál Simpsonovi, který je tak známý svou satirou, má svůj vlastní osobitý pohled na věc,“ řekla Jill Wilfertová, viceprezidentka společnosti Lego Group pro licencování a zábavu. „Nikdo v pořadu není zvyklý zabývat se kreativními podněty zvenčí, takže určitě došlo k určitým zpětným vazbám, aby bylo vše v pořádku. Ale v jádru je značka Lego především o kreativitě a představivosti. Tu u ostatních respektujeme.“. Wilfertová také hovořila o tom, že epizoda je ostřejší než většina Lego vlastností: „Byla to pro nás příležitost být trochu ostřejší, než bychom mohli být normálně. A protože k Simpsonovým pravděpodobně přivedeme mladší diváky, byla to pro ně příležitost být více přátelští k rodině.“.
Nápad na epizodu se zrodil několik let před vysíláním, kdy společnost Fox oslovila hračkářskou firmu, aby vyrobila stavebnici Lego domu Simpsonových, včetně minifigurek Homera, Marge, Barta, Lízy, Maggie a Neda Flanderse, která se začala prodávat v únoru 2014. Zatímco se na tomto zboží ještě pracovalo, Wilfertová předložila nápad na gaučový gag z Lega: „Šli jsme za kluky ze Simpsonových a řekli jim: ‚Nebyla by legrace, kdybyste udělali úvodní pasáž s gaučem ve stylu Lega?‘. Rychle se nám ozvali a řekli: ‚Zapomeňte na gauč, udělejme celou epizodu!‘.“. To také vysvětluje, proč v této epizodě není gaučový gag. Showrunner Simpsonových Al Jean také vysvětlil, že se epizoda nesnaží kopírovat film LEGO příběh, a řekl: „Nikdo z nás film neviděl až do pozdní fáze procesu – dlouho poté, co se náš příběh odehrál.“. Matt Selman k tomu dodal: „Jakákoli podobnost je zcela neúmyslná. Ani jsme nevěděli, že existuje film. Nikdo ze společnosti Lego nám o tom neřekl, dokud nenastal bod, z něhož není návratu. Ale v jedenáctou hodinu se nám podařilo propašovat do filmu malé mrknutí.“. Scenárista epizody Brian Kelley hovořil o tom, že rozsáhlé CGI v epizodě donutilo štáb pracovat zcela novým způsobem, a řekl: „Při tomto stylu animace muselo být všechno pevně stanoveno velmi brzy, což znamená, že jsme se museli rozhodnout pro náš příběh a naše vtipy a věnovat se jim bez jakéhokoli prostoru pro chyby. Navíc jsme každou postavu museli vytvořit z trojrozměrného modelu, což zabralo spoustu času a peněz.“.
Kelley také vysvětlil, že velká kostelní pasáž v této epizodě dala štábu možnost zapojit všechny obyvatele Springfieldu, a řekl: „Tlačili jsme, co to šlo, abychom do těch lavic dostali všechny. Říkali jsme si: ‚Víc postav! Víc postav!‘, protože jsme věděli, že by nás diváci nenáviděli, kdyby se někdo z jejich oblíbenců nedostal do role Lega. Seňora Ding Donga nebo Brumlu neuvidíte, ale myslím, že jsme tam nacpali všechny ostatní.“. Al Jean také hovořil o tom, že Lego a Simpsonovi k sobě snadno pasovali, když řekl: „Svým způsobem se Lego Simpsonovi hodí ještě snadněji – a to nejen proto, že naše postavy i jejich minifigurky jsou žluté. Oba styly jsou si podobné a klamou svou jednoduchostí. Když se to vezme kolem a kolem, Lego jsou jen kostky a návrh Matta Groeninga pro naše postavy jsou vlastně jen oční bulvy a pár čar – dost snadné na to, aby je nakreslilo každé dítě.“. Kelley také mluvil o tom, že štáb Simpsonových je velkým fanouškem Lega, a řekl: „V Simpsonových jsme velkými fanoušky Lega a mistři stavitelé Lega jsou velkými fanoušky našeho seriálu. Bylo fantastickou a obohacující zkušeností dát to dohromady. Po 550 epizodách jsme takovou injekci opravdu potřebovali. Teď se tlačíme do dalších velkých epizod. Kupředu a vzhůru!“. Selman také uvedl, že nikdo ze štábu neměl problém s krotším pojetím epizody, když řekl: „Některé naše epizody mohou být trochu pobuřující a tlačit na pilu, ale nikdy bychom nechtěli být hrubí vůči našim přátelům z Lega. Ať si kluci z Městečka South Park udělají vlastní epizodu s Legem a vyblbnou se. Nám šlo především o to, abychom poslali milostný dopis.“.

## Přijetí
Epizoda získala rating 2,0 a sledovalo ji celkem 4,39 milionu diváků, čímž se stala druhým nejsledovanějším pořadem bloku Animation Domination v ten večer, když porazila Bobovy burgery a Amerického tátu.
Od svého odvysílání získal díl vesměs pozitivní hodnocení kritiků. 
Jesse Schedeen ze serveru IGN mu udělil hodnocení 8,2 z 10 a uvedl: „Podobnost s LEGO příběhem je sice nešťastná, ale i tak je v této nejnovější epizodě, která je milníkem Simpsonových, spousta zábavy. Dokud se tento seriál vysílá, je každá odchylka od normálu vítaná. Pohled na Springfield a jeho kostičkované obyvatele ve stylu Lega má velkou zábavnou hodnotu. A zamyšlenější témata a příběhové prvky, i když jsou v tuto chvíli zbytečné, by měly stále oslovit každého, kdo vyrůstal při hraní s Legem. Teď už je jen otázkou, co producenti vymyslí na oslavu 600. dílu.“.
Dennis Perkins z The A.V. Clubu dal epizodě hodnocení A− se slovy: „Život v kostce je zázračná epizoda, procítěná, vynalézavá, skvěle zahraná a pevně napsaná půlhodina, která mě utvrzuje v tom, co říkám celou řadu – není důvod, proč by Simpsonovi nemohli být zase dobří.“.
Tim Surette z TV.com napsal: „V době, kdy se Bart objevil ve svém pokrouceném mechovém obleku a vyblinkal světelné meče, byl Život v kostce jen snůškou náhodných kousků, které se spojily ve snaze vytvořit něco většího – něco jako ruční práce dítěte, které přišlo pozdě na párty s Legem a nedostalo možnost vybrat si z kostiček, takže si postavilo cokoliv, co se mu podařilo, z drobných kousků. Ale vizuálně byl Život v kostce ohromující, přestavěl Springfield v jasném 3D, cihlu po cihle, a tím bude tato epizoda navždy známá.“.
James Poniewozik z časopisu Time ohodnotil epizodu kladně: „Život v kostce dokazuje, že Simpsonovi na to stále mají, alespoň někdy. Poté si můžete s dětmi pustit DVD s 3. řadou a porovnat. Nebo si sestavit dům ze stavebnice Lego z edice Simpsonových – jen za 199,99 dolarů, bez Brik-E-Martu.“.
Chris Morgan z časopisu Paste udělil epizodě známku 8,6 z 10: „Tohle byla poměrně nevýrazná řada Simpsonových a dá se očekávat, že 25 řad a 550 dílů vás omrzí. Tato Lego epizoda mohla být hluchá a líná, ale místo toho je to zdaleka nejlepší díl této řady a jedna z nejlepších epizod za poslední dobu. Je chytrá, vizuálně působivá a hlavně docela vtipná. Tohle býval seriál, který vás dokázal často rozesmát k prasknutí – aniž by se uchyloval k epizodám se speciálními událostmi. Možná už tomu tak tolik není, ale někde v simpsonovském vesmíru se stále vznáší schopnost špičkové televize.“.
Tony Sokol z Den of Geek udělil epizodě 4,5 hvězdičky z 5: „U seriálu, jako jsou Simpsonovi, tak dlouho běžícího a s tolika vtipy nacpanými na jednu animovanou buňku, odpustíme spoustu nepovedených vtipů. Celkově je rovnováha stále nakloněna směrem k vtipnosti a neztratili své podvratné jádro. Život v kostce nesténá. Bude považován za klasiku, to ano. Ne moji oblíbenou klasiku, ale už teď je nezapomenutelná, abych nezapomněl, a uspokojivá. Za pět let fanoušci okamžitě poznají ‚epizodu z Lega‘. Bylo to podivně vzrušující. Všechno do sebe zapadalo a nikomu se nic nestalo.“.
Server Screen Rant díl označil za nejlepší epizodu 25. řady.
Brian Kelley získal za scénář k této epizodě Cenu Sdružení amerických scenáristů za vynikající scénář k animovanému dílu na 67. ročníku těchto cen.